# Hinton Parva
Hinton Parva är en by i civil parish Hinton, i kommunen Dorset i Storbritannien. Den ligger i grevskapet Dorset och riksdelen England, i den södra delen av landet, 150 km sydväst om huvudstaden London. Hinton Parva var en civil parish fram till 2015 när blev den en del av Hinton. Civil parish hade 56 invånare år 2001.